# Kurt Benesch
Kurt Benesch (Viena, 17 de mayo de 1926- ibidem, 20 de enero de 2008) escritor austríaco.

## Biografía
Su padre era consejero de gobierno. Finalizó sus estudios primarios y secundarios en Viena. Más tarde hizo servicios de trabajo en Polonia y el servicio militar en Italia. Después de su cautiverio británico, asistió a la Universidad de Viena, donde se doctoró en literatura.

## Premios
- 1993 Ernst-und-Rosa-von-Dombrowski-Stiftungspreis

## Obra
- 1955: Die Flucht vor dem Engel. Roman
- 1956: Der Maßlose
- 1967: Nie zurück!
- 1985: Die Spur in der Wüste
- 1991: Der Jakobsweg nach Santiago de Compostela
- 1993: Die Suche nach Jägerstätter (novela biográfica)